# Dictionnaire des sciences naturelles

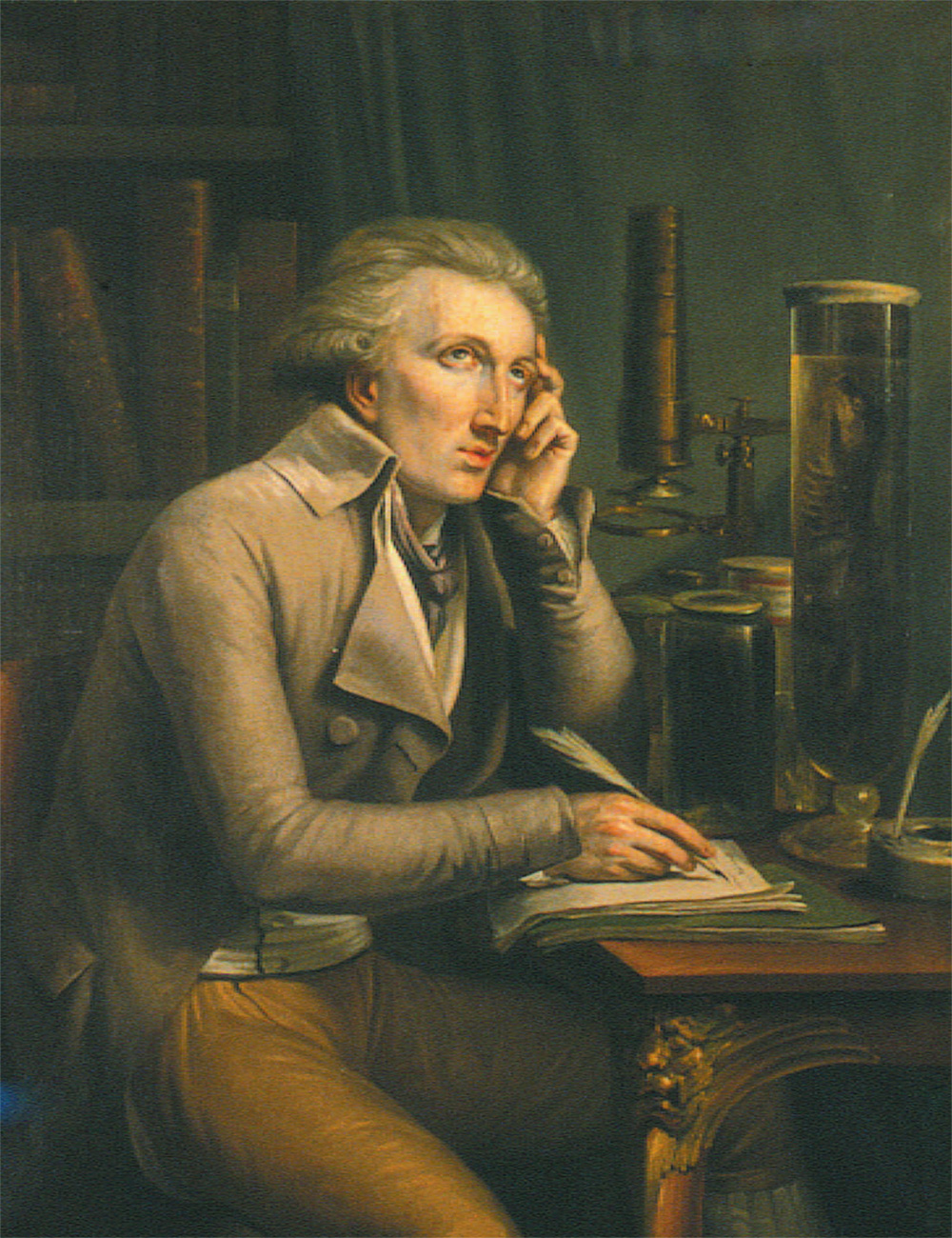
Portrait de Cuvier par Mattheus Ignatius van Bree

Le dictionnaire des sciences naturelles, abrégé en Dict. Sci. Nat. (ed. 2), est un ouvrage illustré publié par plusieurs savants français autour notamment de Cuvier, Lamarck et Jussieu à propos de la botanique, de la zoologie, de la minéralogie, etc. et de l'histoire naturelle. Cette encyclopédie monumentale a été éditée en 61 volumes, entre 1816 et 1845 à Paris et à Strasbourg. Son titre complet est dictionnaire des sciences naturelles dans lequel on traite méthodiquement des différens êtres de la nature, considérés soit en eux-mêmes, d'après l'état actuel de nos connoissances, soit relativement à l'utilité qu'en peuvent retirer la médecine, l'agriculture, le commerce et les arts.